# Prefettura di Basse-Kotto
La prefettura di Basse Kotto è una delle quattordici prefetture della Repubblica Centrafricana. Si trova nel centro-sud del paese, al confine con la Repubblica Democratica del Congo. La sua capitale è Mobaye. 